# Маска (повесть)
«Маска» — повесть польского писателя-философа Станислава Лема. В жанровом отношении представляет собой гармоничный синтез «жёсткой» НФ, фэнтези и психологического детектива. Сам Лем говорил, что в повести его интересовала «так называемая „проблема автодескрипции конечного автомата“, то есть, пользуясь традиционным языком, полного самопознания им своих психических процессов».

## Сюжет
Главная героиня, сознание которой фрагментарно пробуждается в мире, напоминающем мир жесткого фэнтези, начинает метаться, осознавать некие странности. К примеру, она странным узнаванием реагирует на лица — в том числе на лицо ученого Арродеса, мучительно отыскивает в своей памяти некие следы — и в том числе, вложенную в неё память многих женщин. Она не может понять, кто она, откуда у неё такая физическая сила — споткнувшись, она незаметно вырывает с корнем куст, не знает даже, каким именем ей представляться — графиня Тленикс, Ангелита, где её родина — ответов множество.
Через какое-то время, измученная этим раздвоением и невозможностью спросить — вместо слов у неё «хрип и немота», она перевоплощается. Сцена написана так, что непонятно — хотела ли она покончить с собой, вскрывая себе живот, или же хотела увидеть некий скрытый внутри овальный серебристый объект. Эту сцену видит Арродес, он в ужасе бежит. В новом теле стремительного и опасного механического устройства героиня отыскивает след ученого, и начинает преследование. Она, повинуясь программе, дает ему «время накопить в себе отчаяние», но одновременно — пытается познать себя, и до конца так и не уверена, сможет ли его убить. Попав в монастырь, она подвергается операции — на её главное оружие — жало — напылено железо, что должно увеличить её свободу. Монахи так до конца и не верят ей, но отдают должное её искренности.
Арродеса похищают с целью выкупа, и когда настоятель показывает девушке-машине следы ученого и преступников, она устремляется в погоню. Во время опасного восхождения в горах погибает один из похитителей, наткнувшись на его тело, неутомимая преследовательница спешит изо всех сил. Но все равно она не успевает к развязке — Арродес, пытаясь вырваться, получает смертельную рану. Он так и не узнает её, и она остается с ним — «бессильно смертоносная».

## Критика
К повести негативно отнёсся Борис Натанович Стругацкий. В письме Борису Штерну от 11 сентября 1976 г. он писал: «А „Маска“ мне не шибко понравилась. Хотя из того, что последнее время у нас публикуется, это, несомненно, лучшее. Лем — это Лем! Но в сравнении с „Солярисом“ и даже с „Непобедимым“ это, безусловно, безделка (если не сказать — подделка)».

## Русские издания
- Маска / пер. с польск. И. В. Левшина; Предисл. С. Лема «Читателям „Химии и жизни“»; Послесл. И. Петрянова-Соколова; Ил. М. Эшера // Химия и жизнь (М.). — 1976. — № 7. — С. 58-75; № 8. — С. 91—100, ил.
- Маска / пер. с польск. И. В. Левшина; Предисл. С. Лема «Несколько слов о повести» (С. 19—22) // Сборник научной фантастики: Вып. 18. — М. : Знание, 1977. — С. 19—61.
- Маска / пер. с польск. И. В. Левшина // Лем С. Избранное. — Кишинев: Литература артистикэ, 1978. — С. 623—661.
- Маска / пер. с польск. И. В. Левшина; Предисл. С. Лема "Читателям «Химии и жизни» // Лем С. Маска. — М. : Наука, 1990. — С. 30—81.
- Маска / пер. с польск. И. В. Левшина // Другое небо. — М. : Политиздат, 1990. — С. 450—510.
- Маска / пер. с польск. И. В. Левшина // Лем С. Солярис. — М. : Текст; ЗАО Изд-во ЭКСМО-Пресс, 1997. — С. 451—494.
- Маска / пер. с польск. И. В. Левшина // Лем С. Возвращение со звезд; Глас Господа; Повести. — М. : ООО «Изд-во АСТ», 2002. — С. 523—571.
- Маска / пер. с польск. И. В. Левшина // Лем С. Возвращение со звезд; Глас Господа; Повести. — М. : ООО «Изд-во АСТ», 2003. — С. 523—571.
- Маска / пер. с польск. И. В. Левшина // Лем С. Сказки роботов. — М. : АСТ; АСТ МОСКВА; Хранитель, 2006. — С. 35-81.

## Экранизации
- телеспектакль «Маска» из цикла телепередач «Лавка миров» (в ролях: О.Быкова, И.Краско, Е.Дзямешкевич), 1995 г.